# Antoni Halka-Ledóchowski
Politechnika Morska w Szczecinie

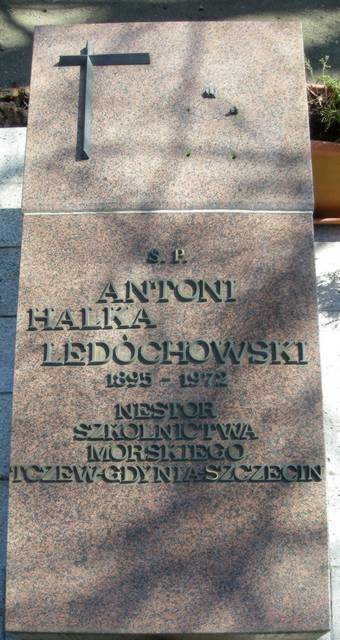
Grób kpt. Antoniego Ledóchowskiego w kwaterze zasłużonych cmentarza Centralnego w Szczecinie

Antoni Maria Józef Maksymilian Ledóchowski, właśc. Halka-Ledóchowski, ps. Antoś, Ledóch, Dziadek, h. Szaława (ur. 13 czerwca 1895 w ówczesnym Drahotusch, obecnie Drahotuše, w granicach miasta Hranice na Morawach, zm. 22 sierpnia 1972 w Szczecinie) – hrabia, oficer austriackiej i polskiej marynarki wojennej (kapitan marynarki) i handlowej (kapitan żeglugi wielkiej); nestor polskiego szkolnictwa morskiego, wykładowca w szkołach morskich w Tczewie, Gdyni i Szczecinie.

## Biografia
Syn gen. Mieczysława Wincentego (zm. 1935) i Franciszki z domu Ledóchowskiej (córki hr. Antoniego Augusta). W 1913 ukończył Gimnazjum OO. Jezuitów w Chyrowie i wstąpił do Szkoły Kadetów Marynarki Wojennej Austrii w Puli na Istri. Po zakończeniu I wojny światowej zgłosił się do służby w Polskiej Marynarce Wojennej.
Jeden z pierwszych wykładowców Szkoły Morskiej w Tczewie. Wykładał matematykę, dewiację magnetyczną kompasów, astronomię i locję. Od 1930 do 1939 pracował w Państwowej Szkole Morskiej w Gdyni.
Po wybuchu II wojny światowej został aresztowany i osadzonu w Stuthofie. Po zwolnieniu z obozu, okres wojenny początkowo spędził z rodziną w Lipnicy Murowanej, gdzie w tajnym nauczaniu uczył matematyki i fizyki. W 1944 osiadł w Krakowie, gdzie pracował jako urzędnik.
Po przeniesieniu się wraz z m.in. kpt. Maciejewiczem do Szczecina organizował tu wydział nawigacyjny otwartej 1 stycznia 1947 Państwowej Szkoły Morskiej. W 1953 ze względu na pochodzenie zmuszony został do przeniesienia się do pracy w szczecińskim Urzędzie Morskim. Od 1958 pracował w PŻM. W 1963 powrócił do pracy w szkolnictwie morskim jako wykładowca astronawigacji w Państwowej Szkole Rybołówstwa Morskiego w Szczecinie, gdzie pracował do przejścia na emeryturę w 1965.
Ledóchowski był autorem m.in. pierwszych w niepodległej Polsce podręczników do nawigacji: „Astronomia żeglarska” (1928), „Tablice nawigacyjne” (1933), „Kurs nawigacji” (1942), „Astronawigacja”, „Dewiacja kompasu”.
Zmarł 22 sierpnia 1972 i został pochowany w kwaterze zasłużonych cmentarza Centralnego w Szczecinie (kwatera 44-1-45).
Był dwukrotnie żonaty: od 29 czerwca 1919 z Matyldą Warnesius (1894–2000), miał syna Mieczysława (1920–2017), później od 1945 z Zofią Woźny miał trzech synów: Wincentego (ur. 1946), Huberta (ur. 1947) i Włodzimierza (ur. 1949).

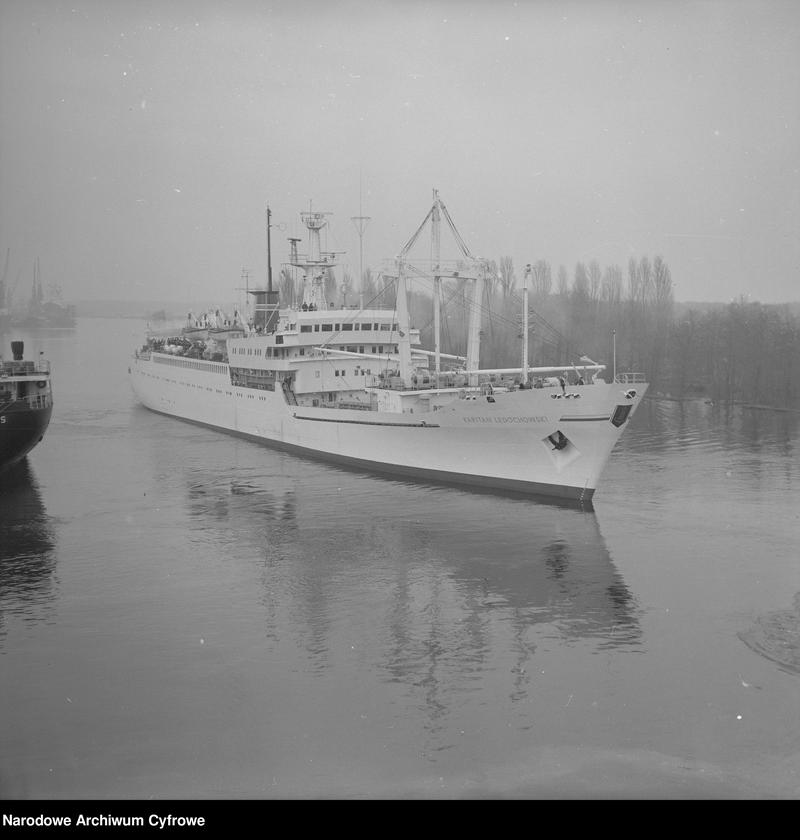
Statek szkolny "Ledóchowski" w 1971 r.

Postać kapitana Ledóchowskiego doczekała się monografii – Franciszek Semer: Kapitan Żeglugi Wielkiej Antoni Halka-Ledóchowski „Dziadek”, Wydawnictwo MER Rekowski, Gdańsk 2005.

## Ordery i odznaczenia
- Złoty Krzyż Zasługi (11 listopada 1936)[4]

## Upamiętnienie
Imię Antoniego Ledóchowskiego noszą (bądź nosiły):
- statek szkolny Wyższej Szkoły Morskiej w Szczecinie – MS Antoni Ledóchowski
- planetarium Wydziału Nawigacyjnego Wyższej Szkoły Morskiej w Gdyni z 1979 roku
- ulice w: Bąkowie,  Gdyni (Obłuże) i Szczecinie (Osiedle Reda)
- Szkoła Podstawowa nr 37 na osiedlu Słonecznym w Szczecinie[5]

### Filatelistyka
Poczta Polska wyemitowała 21 lipca 1980 r. znaczek pocztowy przedstawiający MS Zenit o nominale 6 złotych. Autorem projektu znaczka był prof. Stefan Małecki. Obok statku na znaczku widniał portret kpt. Antoniego Ledóchowskiego. Znaczek pozostawał w obiegu do 31 grudnia 1994 r..